# Nürnberger Blätter zur Archäologie
Die Nürnberger Blätter zur Archäologie (Abkürzungen: NBzA, NBA) waren eine in ihrer Form einmalige Zeitschrift im deutschen Sprachraum. Sie erschien zwischen 1984 und 2004 in 20 Jahresbänden und beschäftigte sich mit allen Bereichen der Archäologie.
In den Nürnberger Blättern wurden Aufsätze zahlreicher Fachwissenschaftler publiziert, die jeweils auf Vorträge zurückgehen, die am Fachbereich Archäologie des Bildungszentrums der Stadt Nürnberg im vorherigen Studienjahr gehalten wurden. Die Beiträge befassten sich mit allen Bereichen der Archäologie, von der Ur- und Frühgeschichte über Vorderasiatische Archäologie, Ägyptologie, Klassische Archäologie, Altamerikanistik sowie Mittelalterarchäologie und Byzantinistik bis zur Ethnoarchäologie. Nicht nur die Publikation ist ein bis heute nicht wieder versuchtes Novum, auch die Vermittlung von Archäologie in der Erwachsenenbildung, also außerhalb von Universitäten, ist ein bislang einmaliges Experiment im deutschen Sprachraum gewesen. Ziel der Vortragsreihe „Ausgrabungen, Funde, Forschungen“ wie auch der Zeitschrift war eine auch dem interessierten Laien verständliche Darstellungsweise.
In den 20 Jahren der Publikation wurden mehr als 200 Projekte archäologischer und musealer Form vorgestellt. Hinzu kamen kleinere Informationen und Nachrichten auf dem archäologischen Sektor, die vor allem, aber nicht nur, den Einzugsbereich der Stadt Nürnberg betrafen. Finanziert wurde die Zeitschrift aus öffentlichen Mitteln, durch Sponsorengelder und durch den Verkaufspreis. Obwohl dank der unentgeltlichen Arbeit der Redakteure die Kosten relativ niedrig waren, konnte die Zeitschrift nach 2004 nicht mehr weiter finanziert werden. Treibende Kraft der Zeitschrift wie auch des Fachbereiches Archäologie war Klaus Dornisch. Publiziert wurde im Eigenverlag.
Neben den 20 regulären Jahresbänden erschienen auch zwei Sonderhefte. 1999 ein Heft mit dem Titel Sudan, das gleichzeitig eine Festschrift zu Steffen Wenigs Geburtstag war, und 2003 ein Heft über eine Sonderausstellung von Kunstwerken aus der Antikensammlung Berlin in Nürnberg. Erschlossen wurden die 22 Bände durch ein abschließendes Register. Publikationssprache war durchgängig Deutsch. Mehrfach wurden Themen behandelt, die erstmals bestimmte Sachverhalte einem breiten Publikum, oder etwa in Person von Harald Hauptmann mit einem Bericht über Nevalı Çori, überhaupt öffentlich präsentiert wurden. Der Band acht, in dem der Aufsatz publiziert wurde, war deshalb auch schnell aufgrund der großen Nachfrage in Wissenschaftskreisen vergriffen.
Bernard Andreae, As'ad Ayoub, Apollon Baçe, Hansgeorg Bankel, Helmut Becker, Manfred Behm-Blancke, Helmut Bender, Dietrich Berges, Dietrich Berndt, Ingrid Bierer, Manfred Bietak, Kurt Böhner, Christoph Börker, Jutta Börker-Klähn, Johannes Boese, Jürgen Borchhardt, Martin Boss, Ueli Brunner, Hans-Günter Buchholz, Edmund Buchner, Konstantin V. Čugonov, Wiktor A. Daszewski, Friedrich Karl Dörner Klaus Dornisch, Markus Egg, Horst Ehringhaus, Volker Eid, Dieter Eigner, Rainer Felsch, Uwe Finkbeiner, Klaus Fittschen, Martin Flashar, Paul Fontaine, Otto-Herman Frey, Heide Froning, Iris Gerlach, Klaus Goldmann, Volkmar von Graeve, Gottfried Gruben, Wilhelm Grünhagen, Rolf Gundlach, Lothar Haselberger, Harald Hauptmann, Theodor Hauschild, Wolf-Dieter Heilmeyer, Jutta Hellenbach, Nikolaus Himmelmann, Stefan Hiller, Holger Hitgen, Olaf Höckmann, Wolfram Hoepfner, Adolf Hoffmann, Barthel Hrouda, Hans Peter Isler, Carola Jäggi, Walter Jungkunz, Hermann J. Kienast, Wolfram Kleiss, Dietrich Klemm, Rosemarie Klemm, Evelyn Klengel-Brandt, Manfred Klinkott, Heidemarie Koch, Ursula Koch, Valentin Kockel, Kay Kohlmeyer, Wolf Koenigs, Manfred Korfmann, Peter Kranz, Ulla Kreilinger, Ernst Künzl, Max Kunze, Helmut Kyrieleis, Joachim Latacz, Stefan Lehmann, Klaus Leidorf, Hermann Lind, Manfred Lindner, Ruth Lindner, Hans Lohmann, Angelika Lohwasser, Otar D. Lordkipanidze, Franz Georg Maier, Christian Marek, Hanz Günter Martin, Peter Marzolff, Hartmut Matthäus, Harald Meller, Wilfried Menghin, Marion Meyer, Simone Michel, Jane Moon, Andreas Müller-Karpe, Monika Musolf, Anatoli Nagler, Edith Naubauer, Peter Neve, Hans Georg Niemeyer, Wolf-Dietrich Niemeier, Johannes Nollé, Julia Obladen-Kauder, Norbert Oettinger, Ramazan Özgan, Coşkun Özgünel, Aenne Ohnesorg, Manfred Oppermann, Winfried Orthmann, Diamantis Panagiotopoulos, Klaus Parlasca, Hermann Parzinger, Peter Pfälzner, Michael Pfrommer, Egert Pöhlmann, Wolfgang Radt, Hinrich R. Reinstrom, Jonathan L. Reed, Ludwig Reisch, Wolfgang Röllig, Renate Rolle, Georg Rothe, Erwin M. Ruprechtsberger, Dieter Salzmann, Thomas Schäfer, Kurt Schietzel, Klaus Schippmann, Wulf Schirmer, Stephan G. Schmid, Jürgen Schmidt, Klaus Schmidt, Andreas Schmidt-Colinet, Günther Schörner, Ernst-Ludwig Schwandner, Elmar Schwertheim, Florian Seiler, Erika Simon, Ulrich Sinn, Konrad Spindler, Stephan Steingräber, Eva Strommenger, Jutta Stroszeck, Veit Stürmer, Petros Themelis, Walter Trillmich, Klaus Tuchelt, Ursula Vedder, Burkhard Vogt, Walter Voigtländer, Marc Waelkens, Jörg Wagner, Katja Walcher, Hans Walter, Elena Walter-Karydi, Lieselotte Walther, Steffen Wenig, Walter Werner, Burkhardt Wesenberg, Dietrich Wildung, Johannes Willers, Joachim Willeitner, Eugen Wirth, Pawel Wolf, Raimund Wünsche, Ulrike Wulf, Wolfgang W. Wurster, Paul Yule, Peter Zazoff, John P. Zeitler, Martin Ziermann, Gerhard Zimmer, Christian Züchner